# Леслі Севідж
Леслі Севідж (англ. Leslie Savage, 16 березня 1897 — 1 січня 1979) — британський плавець.
Призер Олімпійських Ігор 1920 року, учасник 1924 року.